# Старий Чизвик
Старий Чизвик —  село в Україні, у Шевченківській селищній громаді Куп’янського району Харківської області. Населення становить 120 осіб. До 2020 орган місцевого самоврядування — Безмятежненська сільська рада.

## Географія
Село Старий Чизвик знаходиться на лівому березі річки Волоська Балаклійка, вище за течією на відстані 3 км розташоване село Безмятежне, нижче за течією на відстані 1 км розташоване село Новий Чизвик (приєднано до Миропілля), на протилежному березі - село Миропілля. По селу протікає пересихаючий струмок, вище за течією якого примикає село Нурове (Ізюсмський район).

## Історія
- 1795 - дата заснування.
- 7 (20) листопада 1917 року, відповідно до.Третього Універсалу Української Центральної Ради, увійшло до складу Української Народної Республіки[1].
- 1 липня 2009 року село було газифіковане.[2]
- 12 червня 2020 року, відповідно до Розпорядження Кабінету Міністрів України № 725-р «Про визначення адміністративних центрів та затвердження територій територіальних громад Харківської області», увійшло до складу Шевченківської селищної територіальної громади[3].
- 19 липня 2020 року, в результаті адміністративно-територіальної реформи та ліквідації Шевченківського району, село увійшло до складу новоутвореного Куп'янського району Харківської області[4].